# Julia Benner
Julia Benner (* 1983) ist eine deutsche Literaturwissenschaftlerin und seit 2020 die Professorin für Neuere deutsche Literatur und Kinder- und Jugendliteratur und -medien an der Humboldt-Universität zu Berlin. Ihr Forschungsschwerpunkt sind Kinder- und Jugendliteratur und -medien, insbesondere historische Kinder- und Jugendliteratur (KJL) sowie age studies in der Kinder- und Jugendliteratur. 

## Leben
Nach dem Studium der Komparatistik, Anglistik und Kulturanthropologie an der Georg-August-Universität Göttingen promovierte Julia Benner 2014 in der KJL-Forschung über engagierte Kinder- und Jugendliteratur gegen den Nationalsozialismus, u. a. dank eines Stipendiums des DFG-Graduiertenkollegs "Generationengeschichte". Für diese Arbeit wurde sie von der Georg-August-Universität Göttingen mit dem Christian-Gottlob-Heyne-Preis ausgezeichnet. 2015 erhielt sie den Ruf auf die Junior-Professorin für Kinder- und Jugendliteratur am Institut für deutsche Literatur der Humboldt-Universität zu Berlin. Seit 2020 ist sie dort ordentliche Professorin.
Von 2018 bis 2023 war sie außerdem regelmäßig als Redakteurin der Fachzeitschrift kjl&m der AG Jugendliteratur und Medien (AJuM) tätig. Daneben gründete sie 2020 mit anderen historisch und geisteswissenschaftlich Engagierten die Lisa Tetzner und Kurt Kläber Gesellschaft, und war bis 2024 als deren 1. Vorsitzende tätig. Zudem wurde sie 2024 von der Gesellschaft für Kinder- und Jugendliteraturforschung (GKJF) zur 1. Vorsitzenden gewählt. Im Rahmen dieser Tätigkeit ist sie auch Mitherausgeberin des Jahrbuchs der GKJF. Darüber hinaus listete die Deutsche Nationalbibliothek 41 Schriften mit ihrer Beteiligung (Stand: Februar 2025).

## Schriften (Auswahl)

### Als Herausgeberin
- Benner, Julia/Weinmann, Andrea: Otfried Preußler revisited. München: kopaed 2023 (kjl&m 23.extra)
- Benner, Julia: Diversität in Versen. Kinder- und jugendliterarische Versromane. kopaed 2023 (kjl&m 23.1)
- Benner, Julia/Becker, Maria/Wassiltschenko, Judith: Jugend bewegt Literatur. Lisa Tetzner, Kurt Kläber und die Literatur der Jugendbewegung. Heidelberg: Metzler 2022 (Studien zu Kinder- und Jugendliteratur und -medien 8)
- Benner, Julia/Schneider-Kempf, Barbara/Putjenter, Sigrun: Schauplatz der Künste. Bild & Text im Kinderbuch. Festgabe für Carola Pohlmann zum 60. Geburtstag. Würzburg: Königshausen & Neumann 2020

### Als Autorin
- Geschichten, die unter die Haut gehen. Narrationsindizierende Tattoos in Alice Broadways Ink-Trilogie. In: Andre Kagelmann / Heidi Lexe / Christine Lötscher (Hrsg.): Körper erzählen. Embodiment in Kinder- und Jugendmedien. Stuttgart: Metzler 2024 (= Studien zu Kinder- und Jugendliteratur und -medien 14), S. 53–70
- To the Moon and Back. Peterchens Mondfahrt and His Journey Through Media. In: Petra Josting [u. a.] (Hrsg.): German-Language Children’s and Youth Literature in the Media Network 1900–1945. Stuttgart: Palgrave Macmillan 2023, S. 199–224
- „Kleine Schweizer Sklaven“. Kinderarbeit, Nekropolitik und Intertextualität in Lisa Tetzners und Kurt Helds Die schwarzen Brüder (1940/41). In: Caroline Roeder / Christine Lötscher (Hrsg.): Das ganze Leben. Repräsentationen von Arbeit in Texten über Kindheit und Jugend. Heidelberg: Metzler 2022 (= Studien zu Kinder- und Jugendliteratur und -medien; 12), S. 183–201
- Geschichte der Kinder- und Jugendliteratur in der BRD. In: Handbuch Kinder- und Jugendliteratur. Hrsg. von Tobias Kurwinkel und Philipp Schmerheim. Berlin: Metzler 2020, S. 51–60
- Radikal – engagiert – proletarisch-revolutionär? Begriffe des Politischen in den Kinder- und Jugendliteraturwissenschaften. In: Caroline Roeder (Hrsg.): Parole(n). Politische Dimensionen von Kinder- und Jugendmedien. Berlin: Metzler 2020 (Studien zu Kinder- und Jugendliteratur und -medien; 2), S. 13–28
- Afrofantasy! Tomi Adeyemis Children of Blood and Bone. Afrofuturistische Jugendliteratur und der Buchmarkt in Deutschland. In: JuLit (2019), H. 2, S. 26–32
- Das Märchen von den „Zigeunern“. „Zigeuner“-Figuren in der Kinder- und Jugendliteratur zur Zeit der Weimarer Republik und des Nationalsozialismus. In: Petra Josting [u. a.] (Hrsg.): „Denn sie rauben sehr geschwind jedes böse Gassenkind...“. „Zigeuner“-Bilder in Kinder- und Jugendmedien. Göttingen: Wallstein 2017, S. 223–245
- Intersektionalität und Kinder- und Jugendliteraturforschung. In: Ute Dettmar / Petra Josting / Caroline Roeder (Hrsg.): Immer Trouble mit Gender? Genderperspektiven in Kinder- und Jugendliteratur- und medien(forschung). München: kopaed 2016 (= kjl&m extra; 16), S. 29–39

### Interviews und Medienbeiträge
- WDR Zeitzeichen: Geschichten für eine bessere Welt: Lisa Tetzner (+ 2.7.1963)[12]